# Eugene Clark (actor)
Eugene Clark (nacido en Tampa, Florida, el 3 de diciembre de 1951) es un actor de cine y televisión estadounidense.

## Carrera en el Fútbol
Clark nació en Los Ángeles, California. Se hizo actor cuatro años antes de jugar fútbol americano en la universidad, en la ofensiva del UCLA. Nombrado a los primeros equipos de la All Star, para los Pacific Eight y los West Coast Athletic Conferences, también recibió el All Star All American Honorable Mention Laureles, jugó en el Hula Bowl y fue seleccionado por los Pittsburgh Steelers en la novena ronda del Draft de la NFL del 1975. Cuando él no apareció en un juego de la National Football League, él apareció en la Canadian Football League por 20 partidos por los Toronto Argonauts (en 1977 y 1978).

## Carrera como actor
Eugene tiene un largo currículum en la televisión estadounidense y canadiense, en particular con el papel de coprotagonista como Sid Gómez, en el prominente show de ciencia ficción y guerra de los '90, William Shatner's Tek War, que se emitió durante dos temporadas, un espectáculo que en su momento tenía la mayor audiencia.
También tuvo apariciones en Night Heat como Colby, The Twilight Zone, Side Effects, Sue Thomas: F.B.Eye y un cameo en el tráiler Park Boys: The Movie. También actuó en la película de VH1 Man in the Mirror: The Michael Jackson Story y en la Leyenda de suspenso de la Montaña Embrujada.
El rol más conocido por Clark en el teatro fue en la de George A. Romero, Land of the Dead, como el zombi líder "Big Daddy".

## Filmografía (Selección)

### Películas
- 1981: Improper Channels
- 1984: The House of Dies Drear (película para televisión)
- 1986: Flying
- 1994: TekWar (4 películas para televisión)
- 1994: Fatal Vows (película para televisión)
- 2000: The Magic of Marciano
- 2004: El camafeo (Reversible Errors; película para televisión)
- 2006: Doomstown (película para televisión)
- 2009: Doble pecado (Too Late to Say Goodbye; película para televisión)
- 2011: High Chicago
- 2018: Recall

### Series
- 1985-1989:Tensión en la noche (Night Heat; 95 episodios)
- 1989-1991: E.N.G. (18 episodios)
- 1991-1992: Calor Tropical
- 1994-1995: TekWar (8 episodios)
- 2002-2004: Sue Thomas:FBI (16 episodios)
- 2010-2012: Wingin´it (8 episodios)
- 2014-2017: Space Riders: Division Earth (8 episodios)
- 2015-2015:The Art of More (9 episodios)